# Roze rivierkorst
Roze rivierkorst (Staurothele frustulenta) is een korstmossoort uit de familie Verrucariaceae. Het korstmos leeft in symbiose met de alg Stichococcus.

## Determinatie

### Uiterlijke kenmerken
Roze rivierkorst is een korstvormig korstmos. Het thallus is dik en plat tegen het substraat gedrukt. De kleur is meestal grijs tot kastanjebruin, soms donkerbruin of licht grijs met een poederige laag. Het oppervlak is gebarsten in kleine bolle stukjes. Vruchtbare delen zijn groter dan de andere. De apotheciën zijn zwart en zitten meestal in het midden van elk stukje. Ze zijn klein (0,2–0,45 mm) en zitten meestal in de korst, soms steken ze een beetje uit. De buitenkant is vaak donker van kleur. Binnenin zitten kleine algen en structuren om de sporen te ondersteunen.
Dit korstmos heeft geen kenmerkende kleurreacties: K−, C−, P−, UV−.

### Microscopische kenmerken
De sporen zitten in asci, meestal 2 per zakje. De sporen zijn langwerpig, met meerdere dwars- en lengtedelingen, en worden lichtbruin als ze rijp zijn. De bovenste spore is vaak groter dan de onderste.

## Verspreiding
In Nederland is roze rivierkorst vrij zeldzaam. Hij is niet bedreigd en staat niet op de rode lijst.